# Cipriano Mera
Pour les articles homonymes, voir Mera.
 (juillet 2019).
Si vous disposez d'ouvrages ou d'articles de référence ou si vous connaissez des sites web de qualité traitant du thème abordé ici, merci de compléter l'article en donnant les références utiles à sa vérifiabilité et en les liant à la section « Notes et références ».
Cipriano Mera Sanz (né le 4 novembre 1897 à Madrid et mort le 24 octobre 1975 à Saint-Cloud) est un ouvrier du bâtiment, militant anarcho-syndicaliste espagnol, dirigeant de la Confédération nationale du travail.
Lors de la guerre d'Espagne, en 1936, il prend les armes pour faire échouer le coup d’État militaire à Madrid. En mars 1937, il est à la tête de la 4e division républicaine victorieuse des troupes italiennes à Guadalajara, puis promu responsable du 4e corps d'armée.

## Biographie

### Le militant libertaire
Cipriano Mera Sanz commence à travailler à l'usine à douze ans ; il n'a jamais été à l'école. A seize ans, il suit une formation pour devenir maçon, et s'inscrit à l'UGT (Union générale des travailleurs), syndicat socialiste majoritaire dans la capitale. Après 1921, il se rapproche des anarcho-syndicalistes et quitte l'UGT en 1923, car il est en désaccord avec la ligne choisie par Largo Caballero - ligne de collaboration avec la dictature de Primo de Rivera. Il milite dès lors à la CNT, et plus tard, probablement à la FAI (Fédération anarchiste ibérique). 
Mera apprend à lire et à écrire lors de fréquents séjours en prison, et devient l'un des dirigeants du syndicat du bâtiment à Madrid en 1931. En décembre 1933, il fonde avec Buenaventura Durruti et le docteur Isaac Puente le comité révolutionnaire de Saragosse, qui tente de s'emparer de la ville à la faveur d'une insurrection. Pour cette raison, il est arrêté et emprisonné à Burgos.
Début juin 1936, à Madrid, une grève du bâtiment est lancée par soixante à cent mille travailleurs. Début juillet, Cipriano Mera est emprisonné avec d'autres dirigeants du comité de grève. Après le coup d'État des 17 et 18 juillet 1936, le 19, il est libéré par ses compagnons et organise avec eux une colonne anarchiste qui reprend Cuenca à la Garde civile soulevée contre la république, ainsi que de nombreux villages de Castille.

### Le soldat républicain
Lors de la Guerre civile espagnole, Mera prend une part décisive à la sauvegarde de Madrid (novembre 1936), très lourde en pertes humaines, ce qui lui fait prendre une position controversée en faveur de la militarisation des milices anarchistes, c'est-à-dire de la formation d'une armée régulière qui équivaut, selon certains anarchistes, à l'abandon de leurs principes anti-militaristes et anti-hiérarchiques. Le 10 février 1937, la colonne devient la XIVe division de l'Armée populaire espagnole et Mera en est nommé commandant. Cette division intervient principalement dans les batailles de Guadalajara et de Brunete, la même année, puis reste cantonnée à Guadalajara.  
Le 5 mars 1939, Mera appuie de façon décisive le Conseil national de défense, qui rassemble toutes les organisations du Front populaire sous l'égide du colonel Segismundo Casado pour lutter contre les staliniens qui avec Juan Negrín veulent prendre le contrôle total des armées. Une fraction de trois des quatre corps d'armée défendant Madrid, dominés par le Parti communiste espagnol, se rebelle contre le Conseil national de défense ; la situation reste critique du 7 au 9 mars. Mera, à la tête de la XIVe division, quitte Guadalajara et sauve le Conseil après une semaine de combats acharnés (voir Offensive finale de la guerre d'Espagne). Par la suite, le Conseil veut négocier avec Franco, la situation militaire étant à leurs yeux désespérée après la défaite de l'Èbre et la perte de la Catalogne. Mera refuse d'être utilisé dans cette tâche, rejetant sa promotion au grade de colonel et l'appuyant avec une lettre de démission.
À la chute de Madrid, Mera se rend à Valence pour prendre un avion qui atterrit à Mostaganem (région d'Oran), où il est immédiatement arrêté par des gendarmes français et interné dans un camp d'internement. Il tente de s'évader une première fois, puis réussit et part à Casablanca, où il exerce divers métiers avant d'être de nouveau arrêté, en mars 1941. Après la défaite de l'armée française, les autorités franquistes demandent que leur soient remis les réfugiés espagnols se trouvant sur le territoire français : Cipriano Mera est livré en février 1942 par le gouvernement de Vichy. Condamné à mort, sa peine est commuée en trente ans de prison, et il est gracié en 1946.

### L'exilé
Mera gagne la France l'année suivante et y travaille comme maçon jusqu'en 1969. Dans les années 1960, il participe aux activités clandestines du Mouvement libertaire en exil, avant d'être exclu de la CNT (1965; qu'il accusait d'immobilisme bureaucratique), puis prend part aux émeutes parisiennes de Mai 68.
Il meurt à l'hôpital de Saint-Cloud en 1975, à peine un mois avant Franco.

### Filmographie
- Vivir de pie, las guerras de Cipriano Mera, DVD.